# Hipólito II de Este
Hipólito de Este o Ippolito (II) d'Este (Ferrara, 25 de agosto de 1509 – Roma, 2 de diciembre de 1572) fue un cardenal italiano y estadista. Miembro de la Casa de Este, y sobrino de otro Hipólito de Este, también cardenal. Es más conocido por haber depredado la Villa Adriana, de 1400 años de antigüedad, removiendo mármoles y estatuas para decorar su propia villa, la Villa d'Este.

## Biografía
Hipólito nació en Ferrara, Italia, el segundo hijo del duque Alfonso I de Este y Lucrecia Borgia. Su hermano mayor, Hércules II de Este, sucedió a su padre como duque de Ferrara en 1534. Por su madre, Hipólito y Ercole eran nietos del papa Alejandro VI. Hipólito recibió el nombre de su tío, el cardenal Hipólito de Este.
En 1519, a la edad de 10 años, heredó el arzobispado de Milán de su tío. Esta fue la primera de una larga lista de beneficios eclesiásticos que recibió a lo largo del tiempo, y su principal fuente de ingresos. Además de Milán, al final de su vida, también había sido beneficiado con las sedes-abadías de Bondeno, Chaalis (1540-1572), Jumieges en Normandía, Lyon, Narbona y Saint-Médard en Soissons. Fue nombrado cardenal de Santa María en Aquiro por el papa Paulo III en el consistorio el 20 de diciembre de 1538. Mucho tiempo después, cuando rondaba los 55 años de edad, fue ordenado sacerdote (1564).

## Mecenas de las artes
Amante del lujo, renovó el Palazzo di San Francesco en Ferrara antes de su primer destino en la corte francesa. Después de su ascenso al Colegio de Cardenales, en 1538, restauró el palacio de su primo, el cardenal Ercole Gonzaga, que alquiló como residencia cardenalicia en Roma. Hizo construir la Villa d'Este en Tívoli por el arquitecto manierista Pirro Ligorio, para que compitiera con los otros palacios que estaba construyendo en Roma. Para decorar su villa, "aprovechó" los mármoles y estatuas tomadas de la antigua Villa de Adriano. Esta quedó reducida a su sobrio aspecto actual, muy alejado de su original lujo imperial. 
Contrató también a Sebastiano Serlio en su palacio de Fontainebleau (l'hôtel du Grand Ferrare). En Gascuña llamó al arquitecto Jean de Beaujeu para diseñar y emprender la construcción de la fachada de la catedral de Auch. Había completado previamente la bóveda del deambulatorio de la catedral. Empleó al arquitecto boloñés Sebastiano Serlio en la Abadía de Chaalis de la que había sido nombrado abad por Francisco I. En 1541, encarga a Francesco Primaticcio cubrir de pintura al fresco los muros de la capilla. Durante mucho tiempo estos frescos fueron atribuidos erróneamente a Nicolò dell'Abbate. 
Fue mecenas de Benvenuto Cellini.
Hipólito también se interesó por la música y fue mecenas de los músicos Adrian Willaert y Palestrina.

## Hombre de Estado
En el momento de su ascenso al cardenalato, era el embajador de Ferrara en la corte francesa, Cardenal-Protector de Francia desde 1549, en el reinado de Enrique II. En 1550 fue gobernador del territorio controlado por los franceses en Tivoli. Tal era su estrecha relación con la corte francesa que fue el candidato francés en el cónclave que eligió al Papa Julio III, el sucesor de Paulo III. Después de fracasada su elección, abandonó prácticamente la política eclesiástica activa, aunque continuó visitando Roma y, de hecho, finalmente murió en Roma después de una breve enfermedad. Fue enterrado en la Iglesia de Santa Maria Maggiore (Tivoli), próxima a su villa.
Un número significativo de las cartas de Hipólito y los libros de cuentas han llegado a nuestros días. Esta colección, que incluye más de 2.000 cartas y más de 200 libros de contabilidad, se encuentra en los archivos de Módena, sede hereditaria de la familia Este. Estos materiales forman la base del libro de Mary Hollingsworth, El sombrero del cardenal: Dinero, ambición y vida cotidiana en la corte de un príncipe Borgia, una historia social de Hipólito de Este y su época.

## Muerte
Murió en Roma tras una breve enfermedad en la tarde del 2 de diciembre de 1572 con 63 años. Ataviado con mitra y vestiduras moradas, su cuerpo fue exhibido en la sala principal de Monte Giordano. Al día siguiente, hasta Santa Caterina de Funari (de cuyo hospicio para “niñas inseguras” había sido patrón), donde fue exhibido durante cinco días; luego traído a Tívoli el 8 de diciembre, al día siguiente trasladado a la Iglesia de Santa Maria Maggiore, donde tras Andrea Croce celebrar la Misa de Réquiem, fue enterrado.

### Véase
- Vincenzo Pacifici (1920), Ippolito II d'Este cardinale di Ferrara, Tivoli, 1920; reprint Tivoli, 1984,
- Hollingsworth, Mary (2005). The Cardinal's Hat. Woodstock & NY: Overlook Press. ISBN 1-58567-680-2.
- Borgia, Roberto (2009). In memoria del cardinale di Ferrara Ippolito II d'Este nel cinquecentesimo anniversario della nascita (1509-2009). Tivoli RM: Liceo classico statale "Amedeo di Savoia" (liceoclassicotivoli.it). ISBN 978-88-902795-5-3. ()
- Inventario dei beni del cardinale Ippolito II d'Este trovati nel palazzo e giardino di Tivoli (3-4 de diciembre de 1572)

- Datos: Q554296
- Multimedia: Ippolito d'Este, Cardinal (1572) / Q554296